# Kervyn
Kervyn is een uitgebreide notabele en adellijke familie uit de Zuidelijke Nederlanden, waarvan de wortels vooral in Gent en elders in de provincie Oost-Vlaanderen te vinden zijn.

## Geschiedenis
Jacques Kervyn (1671-1742) was een notabele Gentenaar die een adellijke status voerde. Hij trouwde in 1706 met Françoise Mahieu (1677-1755), die vrouwe was van Oud Mooreghem en van Marcke ten Driessche.
Ze hadden verschillende kinderen onder wie drie zonen, Willem-Luc, Jan-Frans en Hendrik Kervyn, die in 1766 door keizerin Maria Theresia in de adel werden opgenomen, met terugwerkende kracht op hun vader. Twee van hen vormden een gezin:
- Willem Luc Kervyn (°1713) werd heer van Oud Mooreghem en van Marcke ten Driessche. Hij trouwde met Anne-Marie de Bisscop (†1743) en vervolgens met Isabelle van de Kerchove (1714-1756). Zij waren de ouders van Georges Kervyn d'Oud Mooreghem en Charles Kervyn de Volkaersbeke, die hierna behandeld worden.
- Hendrik Kervyn (1722-1796), heer van Lettenhove, trouwde in 1758 met Anne Ghysens (†1791). Zij waren de ouders van Joseph-Willem Kervyn en Constantin Kervyn, die hierna behandeld worden.

## Kervyn d'Oud Mooreghem
- Georges Antoine Kervyn d'Oud Mooreghem (Gent, 25 november 1743 - 26 februari 1831), heer van Oud Mooreghem, Grootenhaege, secretaris van de Keure in Gent, was een zoon van Willem Luc Kervyn en Anne-Marie de Bisscop. Hij trouwde in 1767 met Rosalie Baut (1746-1796). Hij verkreeg erkenning in de erfelijke adel in 1827. Het echtpaar kreeg twee zoons en twee dochters.
  - Jean Remy Ghislain Kervyn (Gent, 1769-1843) trouwde met Pauline de Ghellinck (Gent, 1778-1841). Ze hadden twee dochters en vijf zoons, van wie er slechts één trouwde.
    - Amedée Kervyn (Gent 1808-1863) trouwde met Humbeline Bauwens (Gent, 1812-1883) en ze hadden twee dochters. Hiermee doofde deze familietak uit.

  - Emmanuel Antoine Ghislain Kervyn (Gent, 1772-1832) trouwde met Marie-Agnès van den Hecke (Gent, 1774-1821). Ze kregen zeven kinderen.
    - Valentin Kervyn (Gent, 1797-1863) trouwde met Marie Julie van Rockolfing de Nazareth (Gent, 1816-1886). Ze hadden 9 kinderen.
      - Edouard Kervyn (1850-1920), schepen van Mariakerke, trouwde met barones Henriette de Macar (1852-1931). Ze kregen vijf kinderen.
        - Albert Kervyn (1875-1932) trouwde met Claire van Tieghem de ten Berghe (1880-1968). Ze kregen zes kinderen. Hij verkreeg in 1929 de titel baron, overdraagbaar bij eerstgeboorte.
          - Willy Kervyn (1902-1973) trouwde met Marie-Antoinette de Thibault de Boesinghe, met afstammelingen tot heden.
          - Michel Kervyn (1904-1956) trouwde met Francine de Smet de Naeyer (1907-2004), met afstammelingen tot heden.
          - Serge Kervyn (1916-1999) trouwde met Martha Auman (1918-1973), met afstammelingen tot heden.

    - Hélène Kervyn (1799-1839) trouwde met Robert Helias d'Huddeghem (1791-1855), lid van het Nationaal Congres, volksvertegenwoordiger en voorzitter van het Hof van beroep in Gent.

## Kervyn de Volkaersbeke
- Charles Kervyn de Volkaersbeke (Gent, 10 november 1754 - 7 februari 1836) was de halfbroer van de hierboven vermelde Georges Kervyn d'Oud Mooreghem, als zoon van Willem-Luc Kervyn en zijn tweede vrouw Isabelle van de Kerchove. Hij trouwde in 1780 met Marie-Anne Odemaer (Gent, 1756-1805), vrouwe van Volkaersbeke en ze hadden zes kinderen. Hij was licentiaat in de rechten en werd schepen van Gent. In 1816, ten tijde van het Verenigd Koninkrijk der Nederlanden, was hij de eerste Kervyn om erkend te worden in de erfelijke adel. Hij werd onder de naam Kervyn de Volkaersbeke benoemd in de Ridderschap van de provincie Oost-Vlaanderen en hij werd hiervan de secretaris. Charles Kervyn was een overtuigd orangist en kon onder het Verenigd Koninkrijk der Nederlanden in regeringskringen en ook bij de koning op heel wat goodwill rekenen. Hij wendde die onder meer aan ten gunste van de activiteiten van kanunnik Petrus Jozef Triest
  - Jean Kervyn de Volkaersbeke (Gent, 1784-1854), ontvanger van belastingen in Sint-Niklaas, trouwde met Angeline de Neve (Gent, 1781-1852). Ze hadden vier kinderen.
    - Philippe Kervyn de Volkaersbeke (Sint-Niklaas, 1815 - Nazareth, 1881) was volksvertegenwoordiger, schepen van Gent, burgemeester van Nazareth en historicus. Hij trouwde met Eugénie van Rockolfing de Nazareth (Gent, 1818-1878). Ze kregen zeven kinderen. In 1871 verkreeg hij de titel baron, overdraagbaar op al zijn afstammelingen.
      - Ernest Kervyn de Volkaersbeke (Gent, 1845 - Nazareth, 1913) werd burgemeester van Nazareth. Als jongvolwassene was hij officier bij de Pauselijke Zoeaven en in die hoedanigheid betrokken bij de verdediging van de Kerkelijke Staat. Hij trouwde met Maria Coppieters (1853-1919) en ze kregen tien kinderen, van wie verschillende een talrijk nageslacht hebben tot heden.
        - Baudouin Kervyn de Volkaersbeke (1872-1923) trouwde met Noémie de Latre du Bosqueau (1880-1919). Er zijn afstammelingen tot heden.
          - Jacque Kervyn de Volkaersbeke (1903-1979), x Angèle Goethals (1903-1967), xx Marie-Louis de Vreese (°1928).
            - Yves Kervyn de Volkaersbeke (1933-2023), x Anne-Marie de Thibault de Boesinghe (1937-2019).
              - Benoît Kervyn de Volkaersbeke (°1960).

        - Stéphane Kervyn de Volkaersbeke (1876-1944) trouwde met Marcelle de Behault 1880-1972). Ze hadden een zoon en een dochter, zonder verdere afstammelingen.
        - François Kervyn de Volkaersbeke (1883-1928) trouwde met Marie Kervyn d'Oud Mooreghem (1886-1958). Ze hebben afstammelingen tot heden.

      - Alfred Kervyn de Volkaersbeke (Gent, 1855-1922), burgemeester van Nazareth, provincieraadslid voor Oost-Vlaanderen, trouwde met Mathilde Coppieters (1858-1911). Ze kregen vier kinderen en hebben afstammelingen tot heden.

## Kervyn de Lettenhove
- Joseph-Willem Kervyn de Lettenhove (Joseph Guillaume Kervyn) (Gent, 14 juni 1767 - Brugge, 28 maart 1837), was een zoon van Henri Kervyn, heer van Lettenhove en van Anne Ghysens. In 1817 werd hij erkend in de erfelijke adel en benoemd in de Ridderschap van de provincie West-Vlaanderen. Hij trouwde in 1802 met Eugénie de Heere de Beauvoorde (1784-1873), dochter van Bruno-Désiré de Heere, schout van Brugge. Onder het Verenigd Koninkrijk der Nederlanden was hij gedeputeerde voor de Provinciale Staten van West-Vlaanderen en kamerheer van koning Willem I.
  - Joseph Kervyn de Lettenhove (Sint-Michiels, 17 augustus 1817 - 2 april 1891) trouwde in 1839 met Eugénie de Laage de Bellefaye (1820-1880), met wie hij tien kinderen had. Hij was historicus en lid van de Koninklijke Academie van België, volksvertegenwoordiger en minister van Binnenlandse Zaken. In 1861 ontving hij de titel baron, in 1871 werd de titel overdraagbaar op al zijn afstammelingen en in 1884 kreeg hij vergunning voor hem en zijn drie zoons de Lettenhove aan hun naam toe te voegen.
    - Gustave Kervyn de Lettenhove (1844-1934) was diplomaat en burgemeester van Wakken. Hij trouwde met Juliette Ysebrant de Difque (1853-1881) en in tweede huwelijk met Madeleine de Blondel de Beauregard (1864-1945), met afstammelingen tot heden.
      - Charles Kervyn de Lettenhove (1892-1917) was een onderluitenant-vlieger tijdens de Eerste Wereldoorlog. Hij werd neergehaald in een luchtgevecht boven Vladslo.

    - Joseph Kervyn de Lettenhove (1849-1919) trouwde met barones Hélène Snoy et d'Oppuers (1860-1935), met afstammelingen tot heden.
    - Henri Marie Bruno Joseph Leon Kervyn de Lettenhove (16 april 1856-1928) trouwde met Elisabeth Louët de Terrouenne (1869-1942). Hij was doctor in de rechten, lid van de Koninklijke Commissie voor Monumenten en Landschappen en van de Koninklijke Academie voor Archeologie.
      - Jacques Kervyn de Lettenhove (Sint-Michiels-Brugge, 22 februari 1885- Zevekote, 24 oktober 1914) overleed in een Duits hospitaal aan de verwondingen door een kogel in het hoofd. Hij was niet gehuwd. (Bron: Belgian War Dead Register).
      - Ghislaine Kervyn de Lettenhove (1893 - 1934). (Bron: www.myheritage.nl) Zij trouwde in 1920 in Elsene met Roger le Sergeant d'Hendrecourt (1882 - 1962). Zij hadden samen twee zonen (allebei in de winter van 1945 omgekomen in het concentratiekamp van Flossenburg) en twee dochters. Haar man had ook nog twee dochters met zijn tweede vrouw gravin Aline D'Ursel (1902 - 1995).

## Kervyn
- Hendrik Kervyn (1722-1796), hierboven genoemd, had een tweede zoon, 
  - Constantin Kervyn (1776-1852), die in 1808 trouwde met Marie-Sophie de Kerchove d'Exaerde (1783-1850). Hij werd na 1815 niet opnieuw in de adel opgenomen. Hij had wel vier zoons die later tot de adel toetraden.
    - Zijn oudste zoon was volksvertegenwoordiger Henri Kervyn (1809-1894). Hij trouwde met Emelie van Hoobroeck (1817-1891). In 1886 werd hij opgenomen in de erfelijke adel. Het echtpaar had twaalf kinderen, onder wie:
      - Alban Kervyn (1848-1892), trouwde met Herminie Van Zuylen van Nyevelt (1853-1886). Ze hebben afstammelingen tot heden.
      - Maurice Kervyn (1852-1914) trouwde met Alphonsine Hurtubise (°1864). Ze weken uit naar Canada en hadden twee dochters, zonder verdere afstammelingen.
      - René Kervyn (1855-1903), trouwde in 1882 met Marie-Thérèse Seidlitz (1861-1930). Hun zoon Roger nam de naam Kervyn de Marcke ten Driessche aan (zie onder die naam).
      - Edouard Kervyn (1858-1930) nam de naam de Marcke ten Driessche aan (zie onder die naam).

    - De tweede zoon, Camille Kervyn (Gent, 9 juli 1810 - Sint-Michiels, 13 februari 1887), burgemeester van Merendree, trouwde met barones Constance van Zuylen Van Nyevelt. Ze kregen negen kinderen. Hij werd in 1886 in de erfelijke adel opgenomen.
      - Alfred Kervyn (1847-1927), vrederechter in Brugge, trouwde met Marie de Gaiffier d'Emeville (1840-1905). Van hun zes kinderen die hem overleefden werden twee dochters kloosterzuster en vier zoons werden respectievelijk dominicaan, jezuïet, scheutist en nogmaals scheutist.
      - Stanislas Kervyn (1855-1932) nam de naam Kervyn de Marcke ten Driessche aan (zie onder die naam).

    - De derde zoon, Auguste Kervyn (Merendree, 1 mei 1815 - Brugge, 20 november 1896), werd in 1888 in de erfelijke adel opgenomen. Hij trouwde met barones Marie-Anne van Zuylen van Nyevelt (1824-1908).
      - Albert Kervyn (1850-1906) was arrondissementscommissaris voor Brugge en Oostende. Hij trouwde met Louise Desmet (1853-1933). 
        - Pierre Kervyn (1882-1957) nam de naam Kervyn de Marcke ten Driessche aan (zie onder die naam).

    - De vierde zoon was Paul Kervyn (1817-1891), zie Kervyn de Meerendré.

## Kervyn de Meerendré
- Paul Kervyn de Meerendré (Merendree, 20 januari 1817 - 30 juni 1891) was een vierde zoon van Constantin Kervyn (1776-1852). Hij was kantonnaal inspecteur voor het lager onderwijs en schepen van Merendree. Hij werd in 1886 in de erfelijke adel erkend en mocht het jaar daarop de Meerendré aan zijn naam toevoegen. Hij trouwde in 1845 met barones Stephanie van Zuylen van Nyevelt (1827-1908). Ze kregen twaalf kinderen.
  - Adalbert Kervyn de Meerendré (1847-1914), was vrederechter in Zomergem en trouwde met Alice Rotsart de Hertaing (1857-1943). Ze hadden vijf dochters, van wie er vier in  het klooster traden.
  - Georges Kervyn de Meerendré (1850-1895) was gemeenteraadslid van Brugge. Hij trouwde met Marie Rotsart de Hertaing (1853-1910). Ze hadden drie dochters die ongehuwd bleven.
  - Daniel Kervyn de Meerendré (1852-1921) was ingenieur van bruggen en wegen en verkreeg in 1920 de titel baron, overdraagbaar bij eerstgeboorte. Hij trouwde met Marie Solvyns (1855-1930). Ze hadden zeven kinderen.
    - Ernest Kervyn de Meerendré (1888-1959) was ambassadeur en gevolmachtigd minister. Hij trouwde met Aline Robie (1888-1930) en in tweede huwelijk met Ghislaine d'Irumberry de Salaberry (1903-1991)
      - Réginald Kervyn de Meerendré d'Irumberry de Salaberry (1922-2016), burgerlijk ingenieur. Geadopteerd door zijn stiefmoeder, droeg hij voortaan de naam Kervyn de Meerendré d'Irumberry de Salaberry. Hij trouwde met gravin Charlotte de Liedekerke Beaufort (°1923), van wie er afstammelingen zijn tot heden.

  - Léon Kervyn de Meerendré (1853-1934) trouwde met Marie-Léonie de Pierpont (1857-1906).
    - Julien Kervyn de Meerendré (1893-1954) was advocaat, burgemeester van Merendree en krantenuitgever. Hij trouwde met Jeanne Pâris de Mondonville (1899-1944). Ze hadden twee dochters en een zoon, die ongehuwd bleef.

  - Raymond Kervyn de Meerendré (1856-1927) trouwde met Marie Janssens de Bisthoven (1861-1940). Ze hebben talrijke afstammelingen, waaronder
    - Robert Kervyn de Meerendré (1888-1958) trouwde met Berthe Pirmez (1890-1970). Ze hadden twee dochters en vier zonen, waaronder
      - Emmanuel Kervyn de Meerendré (1925-1960), commandant-vlieger van de Force Publique in Belgisch-Congo, later Congo-Leopoldstad. Hij trouwde met Marie Simonis. Ze kregen vier kinderen, van wie er afstammelingen zijn tot heden. Hij werd vermoord, samen met André Ryckmans, tijdens de muiterij van de Force Publique.

## Kervyn de Marcke ten Driessche
- Roger Kervyn (1896-1965) verkreeg in 1927 zijn naam te mogen uitbreiden met 'de Marcke ten Driessche'. Hij trouwde met Suzanne Le Fevere de Ten Hove (1905-1967). Ze hadden drie dochters en een zoon die ongehuwd bleef.
- Edouard Kervyn de Marcke ten Driessche (1858-1930), elfde kind van Henri Kervyn en Emilie van Hoobroeck en oom van Roger, nam in 1927 de bijvoeging de Marcke ten Driessche aan en werd in 1921 tot baron gepromoveerd, een titel overdraagbaar bij eerstgeboorte. Hij werd directeur-generaal van het Ministerie van kolonies. Hij trouwde met Marie Pirlot (1860-1939). Hun enige zoon bleef kinderloos.
- Stanislas Kervyn (1855-1932) was het zesde kind van Camille Kervyn en Constance van Zuylen van Nyevelt. Hij mocht de Marcke ten Driessche aan zijn naam toevoegen. Getrouwd met Georgine van Ruymbeke (1854-1944), kregen ze een zoon en twee dochters, zonder verder nageslacht.
- Pierre Kervyn (1882-1957), zoon van Albert Kervyn, hierboven, trouwde met Agnès de Vrière (1886-1942), met afstammelingen tot heden. Hij verkreeg vergunning om de Marcke ten Driessche aan zijn naam toe te voegen. Hij werd voorzitter van de rechtbank van eerste aanleg in Brugge.

## Bekende telgen
Binnen de verschillende takken van de familie zijn de volgende personen te vermelden:
- Kervyn
  - Henri Kervyn
  - Joseph Guillaume Kervyn
- Kervyn de Volkaersbeke
  - Charles Kervyn de Volkaersbeke
  - Philippe Kervyn de Volkaersbeke
- Kervyn de Lettenhove
  - Joseph Kervyn de Lettenhove
  - Charles Kervyn de Lettenhove
- Kervyn de Marcke ten Driessche
  - Jacques Kervyn de Marcke ten Driessche